# Лавин, Ариан
Ариа́н Лави́н (фр. Ariane Lavigne; род. 8 октября 1984 года, Сент-Агат-де-Мон, Квебек, Канада) — канадская сноубордистка, выступающая в параллельных дисциплинах. Является призёром этапа Кубка мира по сноуборду и серебряным призёром Чемпионата Канады по сноубордингу, проводившегося в 2013 году.